# Qntal
Qntal é uma banda alemã de "electro-medieval", banda fundada em 1991 por Michael Popp, Ernst Horn, e a vocalista Sigrid Hausen (também conhecida como Syrah). As letras do grupo se baseiam, principalmente, em fontes históricas. Nos primeiros três álbuns as letras, em grande parte, são em latim, alemão medieval, galaico-português e outras línguas europeias.
"Qntal" é uma palavra sem significado que apareceu num dos sonhos da Syrah. A pronunciação varia entre diferentes países.

## Discografia

### Álbuns
- 1992 - Qntal I
- 1995 - Qntal II
- 2003 - Qntal III: Tristan Und Isolde
- 2005 - Qntal IV: Ozymandias
- 2006 - Qntal V: Silver Swan
- 2008 - Qntal VI: Translucida
- 2014 - Qntal VII
- 2018 - Qntal VIII: Nachtblume

### Singles
- 2002 - "Owi, Tristan"
- 2003 - "Nihil"
- 2004 - "Illuminate"

## Integrantes

### Membros atuais
- Syrah - vocalista
- Michael Popp - vocal, fidel, saz, shalmei, ûd e tar
- Fil - teclados, vocal, guitarra e programação

### Ex-membros
- Ernst Horn - teclado